# 小旦
小旦，是戏曲中的行当名称，是旦的一类，越剧(及昆曲)行当中的一类，一般指年轻女性角色。

## 分類

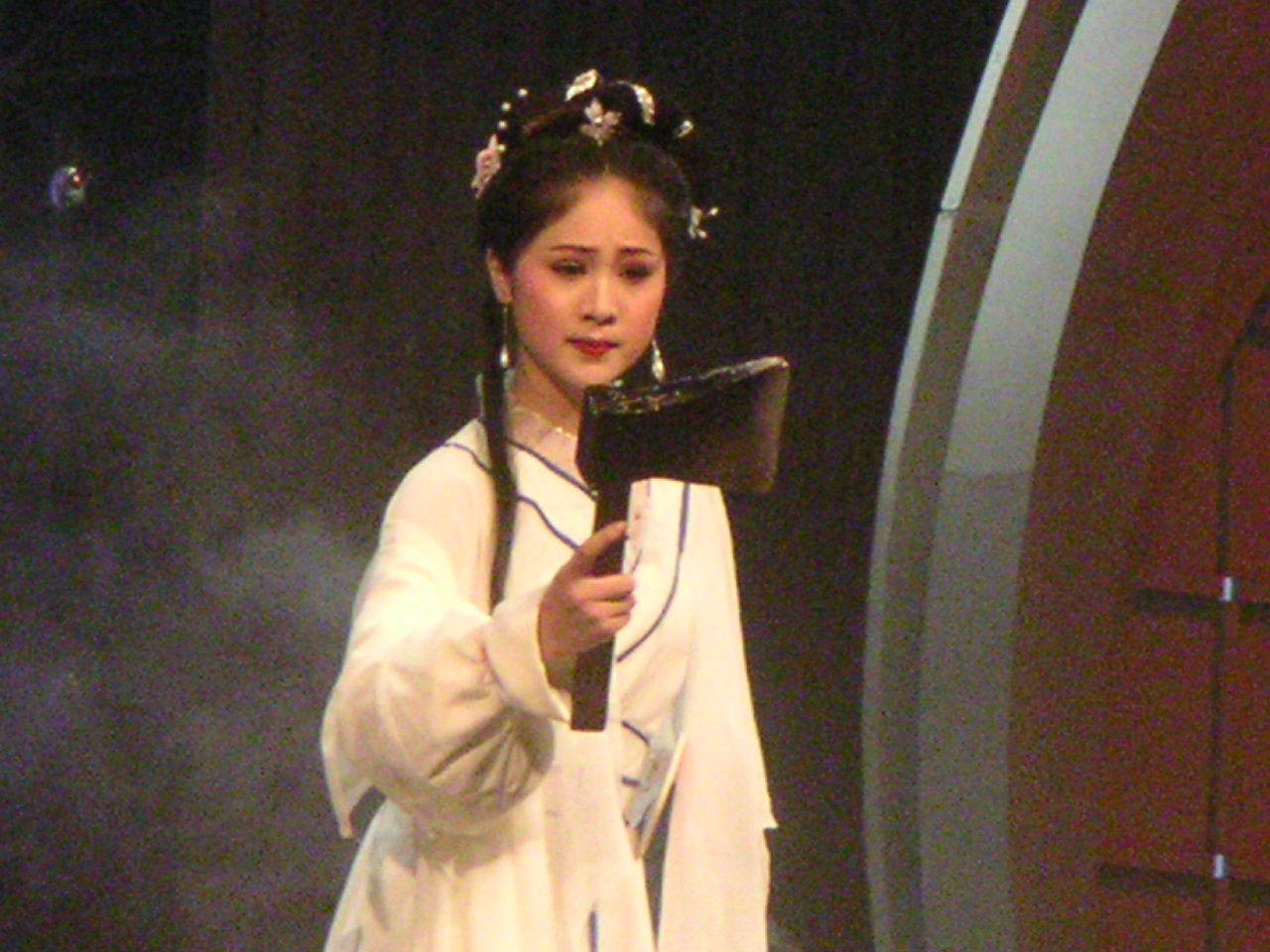
越剧小旦

- 中國戲劇中小旦，指年轻女性角色。如越剧可分为：
  - 悲旦，指命运悲惨的青年、中年女性角色，类似"青衣"，如《血手印》中的王千金。
  - 花旦，指活泼的年青女性角色，如《西厢记》中的红娘。
  - 闺门旦，指小姐一类角色，如《红楼梦》中的薛宝钗。
  - 花衫旦，介于闺门旦和花旦之间的女性角色，如《梁山伯与祝英台》中的祝英台。
  - 正旦，一般指主要女角，可能是中年婦女，如《打金枝》中的皇后。
  - 武旦，指有武艺的女性角色，如《穆桂英挂帅》中的穆桂英。

不过，六种小旦之间的区别并不严格。目前越剧行当以小生与小旦两个行当为主。
- 黄梅戏小旦

黄梅戏行当划分并不严格。小旦在黄梅戏中占据重要地位。黄梅戏早期就是以“二小戏”(小生、小旦)、“三小戏”(小生、小旦、小丑)为主。
- 川剧小旦